# 高橋杉雄
高橋 杉雄（たかはし すぎお、1972年8月15日 - ）は、日本の国際安全保障研究者。防衛省防衛研究所政策研究部防衛政策研究室長。防衛政策局戦略企画参事官。専門は国際安全保障、現代軍事戦略論、核抑止論、日米関係論。

## 来歴
- 1985年、筑波大学附属小学校卒業[5]。
- 1991年、筑波大学附属中学校・高等学校卒業[5][6]。
- 1995年、早稲田大学政治経済学部政治学科卒業。
- 1997年、早稲田大学院政治経済研究科政治学課程修了（政治学修士）。同年、防衛省防衛研究所入所。
- 2006年、ジョージ・ワシントン大学コロンビアンスクール修士課程修了（政治学修士）[7]。

防衛省防衛政策局防衛政策課戦略企画室兼務、防衛研究所助手、政策シミュレーション室長などを経て、2020年より政策研究部防衛政策研究室長。
2022年のロシアのウクライナ侵攻以降、報道番組への出演や新聞雑誌、YouTube等を通じてウクライナ侵攻の戦況や情勢、また日本の安全保障政策等の解説を行っていた。
2023年8月の異動（防衛省防衛政策課防衛戦略首席調整官併任）によりテレビなど外部メディアにおける安全保障関連の発言ができなくなる。
2024年7月の異動により防衛政策局戦略企画参事官となる（防衛研究所政策研究部防衛政策研究室長併任）。
『SFアニメと戦争』が、2025年、第56回星雲賞ノンフィクション部門参考候補作となる。

## 人物
- 2022年のロシアのウクライナ侵攻以降、侵攻の解説で報道番組等へ出演する際はウクライナカラーのスーツ（青色のシャツ・黄色のネクタイ）を着用している。
- ラグビーとサッカーのファンであり、特にサッカーは川崎フロンターレのホームゲームと、埼玉スタジアムで行われる日本代表の公式戦はほぼ全試合スタジアムで生観戦する[12]。
- 15年以上のアイスクリスタル会員歴を誇るフィギュアスケートのファンでもあり、東京周辺で開催される全日本選手権や世界選手権は必ず生観戦する[13]。
- スイーツ愛好家であり、特にベリー系には目がなくブルベリージャムを自作するほどであり[14]、度々Twitterにてその様子を投稿している。
- アニメやゲーム等も好きであり、SAO、プロセカ、ガンダムなどに関連したXでの投稿も多い｡

## 著書・訳書
- 石津朋之編、マーチン・ファン・クレフェルト、立川京一、長尾雄一郎、小川伸一、加藤朗、高橋杉雄、道下徳成共著『戦争の本質と軍事力の諸相』彩流社、2004年。ISBN 978-4882028604
- ヘンリー・ナウ著、村田晃嗣、石川卓、島村直幸、高橋杉雄共訳『アメリカの対外関与:アイデンティティとパワー』有斐閣、2005年。ISBN 978-4641173101
- 秋山信将、高橋杉雄共編『「核の忘却」の終わり: 核兵器復権の時代』 勁草書房、2019年。ISBN 978-4326302802
- 森本敏、高橋杉雄共編著『新たなミサイル軍拡競争と日本の防衛』並木書房、2020年。ISBN 978-4890634019
- 森本敏、秋田浩之共編著、佐藤丙午、小原凡司、小泉悠、高橋杉雄、倉井高志、小谷哲男、長島純、水無月嘉人、小山堅共著『ウクライナ戦争と激変する国際秩序』並木書房、2022年。ISBN  978-4-89063-427-9
- 高橋杉雄著『現代戦略論』並木書房、2022年。ISBN 978-4890634309
- 高橋杉雄著『日本で軍事を語るということ―軍事分析入門』中央公論新社、2023年。ISBN　978-4120056796
- 高橋杉雄著『日本人が知っておくべき 自衛隊と国防のこと』辰巳出版、2023年。ISBN　978-4777830527
- 高橋杉雄著『SFアニメと戦争』辰巳出版 2024年